# Lesley Nicol
Lesley Nicol (Manchester, 7 agosto 1953) è un'attrice inglese, nota soprattutto per aver interpretato la signora Patmore in Downton Abbey, un ruolo che le ha valso due Screen Actors Guild Award per il miglior cast in una serie drammatica. Molto attiva anche in campo teatrale, ha recitato ruoli di rilievo in numerosi musical e opere di prosa, tra cui Lady Capuleti in Romeo e Giulietta al Bristol Old Vic nel 1991 e Rosie in Mamma Mia! nel West End londinese dal 2000 al 2002.

## Filmografia

### Cinema
- East Is East, regia di Damien O'Donnell (1999)
- Ghostbusters, regia di Paul Feig (2016)
- Downton Abbey, regia di Michael Engler (2019)
- Downton Abbey II - Una nuova era (Downton Abbey II: A New Era), regia di Simon Curtis (2022)

### Televisione
- Blackadder II - serie TV, 1 episodio (1986)
- Brookside - serie TV, 1 episodio (1987)
- Le cronache di Narnia (The Chronicles of Narnia) – serie TV, 7 episodi (1988-1990)
- Metropolitan Police - serie TV, 3 episodi (1991-2008)
- Casualty - serie TV, 1 episodio (1994)
- Heartbeat - serie TV, 5 episodio (1994-2008)
- Peak Practice - serie TV, 1 episodio (1996)
- Jack Frost - serie TV, 2 episodi (1999-2000)
- Holby City - serie TV, 1 episodio (2002)
- Doctors - serie TV, 2 episodi (2002-2009)
- Miss Marple (Agatha Christie's Marple) – serie TV, episodio 1x04  (2005)
- Shameless - serie TV, 1 episodio (2008)
- Downton Abbey - serie TV, 52 episodi (2010-2015)
- C'era una volta (Once Upon a Time) - serie TV, 1 episodio (2013)
- Hot in Cleveland - serie TV, 1 episodio (2014)
- Supernatural - serie TV, 1 episodio (2015)
- Riccioli d'Oro e Orsetto (Goldie & Bear) - film TV (2016)
- The Catch - serie TV, 2 episodi (2016)
- Beecham House - serie TV, 6 episodi (2019)
- The Boys - serie TV, 1 episodio (2020)

### Doppiaggio
- Free Birds - Tacchini in fuga (Free Birds), regia di Jimmy Hayward (2013)
- Capitan Mutanda - Il film (Captain Underpants: The First Epic Movie), regia di David Soren (2017)
- The Tom & Jerry Show – serie animata, 5 episodi (2017)
- Summer Camp Island - Il campeggio fantastico (Summer Camp Island) – serie animata (2018-in corso)
- Jellystone – serie animata, 8 episodi (2021-2022)
- Alice e la Pasticceria delle Meraviglie (Alice's Wonderland Bakery) – serie animata (2022)
- Hogwarts Legacy – videogioco (2023)

## Doppiatrici italiane
Nelle versioni in italiano delle opere in cui ha recitato, Lesley Nicol è stata doppiata da:
- Aurora Cancian in Downton Abbey, Beecham House, Downton Abbey II - Una nuova era, The Boys
- Cristina Noci in C'era una volta
- Paola Giannetti in The Catch

Come doppiatrice è stata sostituita da:
- Giovanna Martinuzzi in Capitan Mutanda - Il film
- Elisabetta Cesone in Hogwarts Legacy